# Dufourea maura
Dufourea maura är en biart som först beskrevs av Cresson 1878.  Dufourea maura ingår i släktet solbin, och familjen vägbin. Inga underarter finns listade i Catalogue of Life.

## Bildgalleri

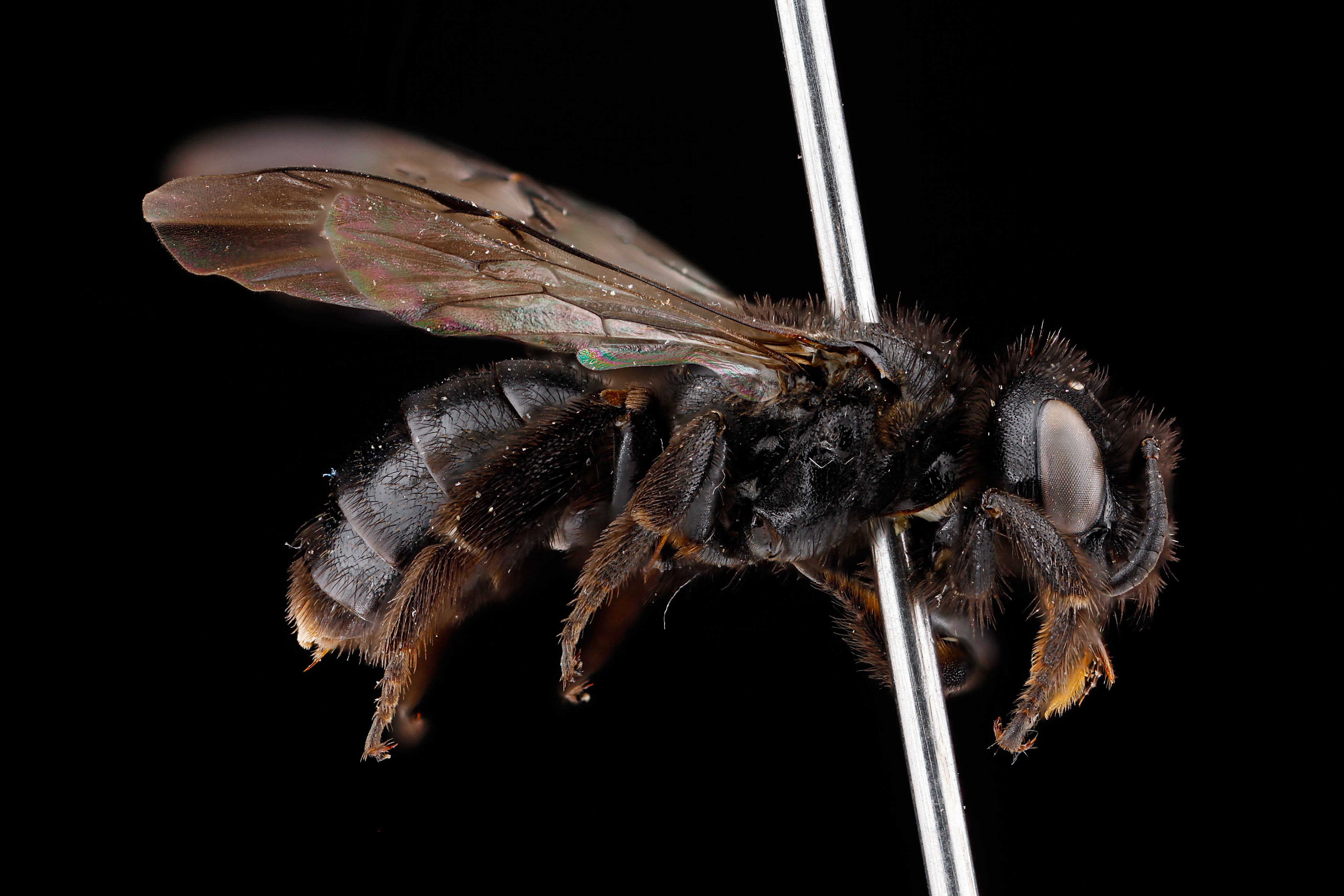
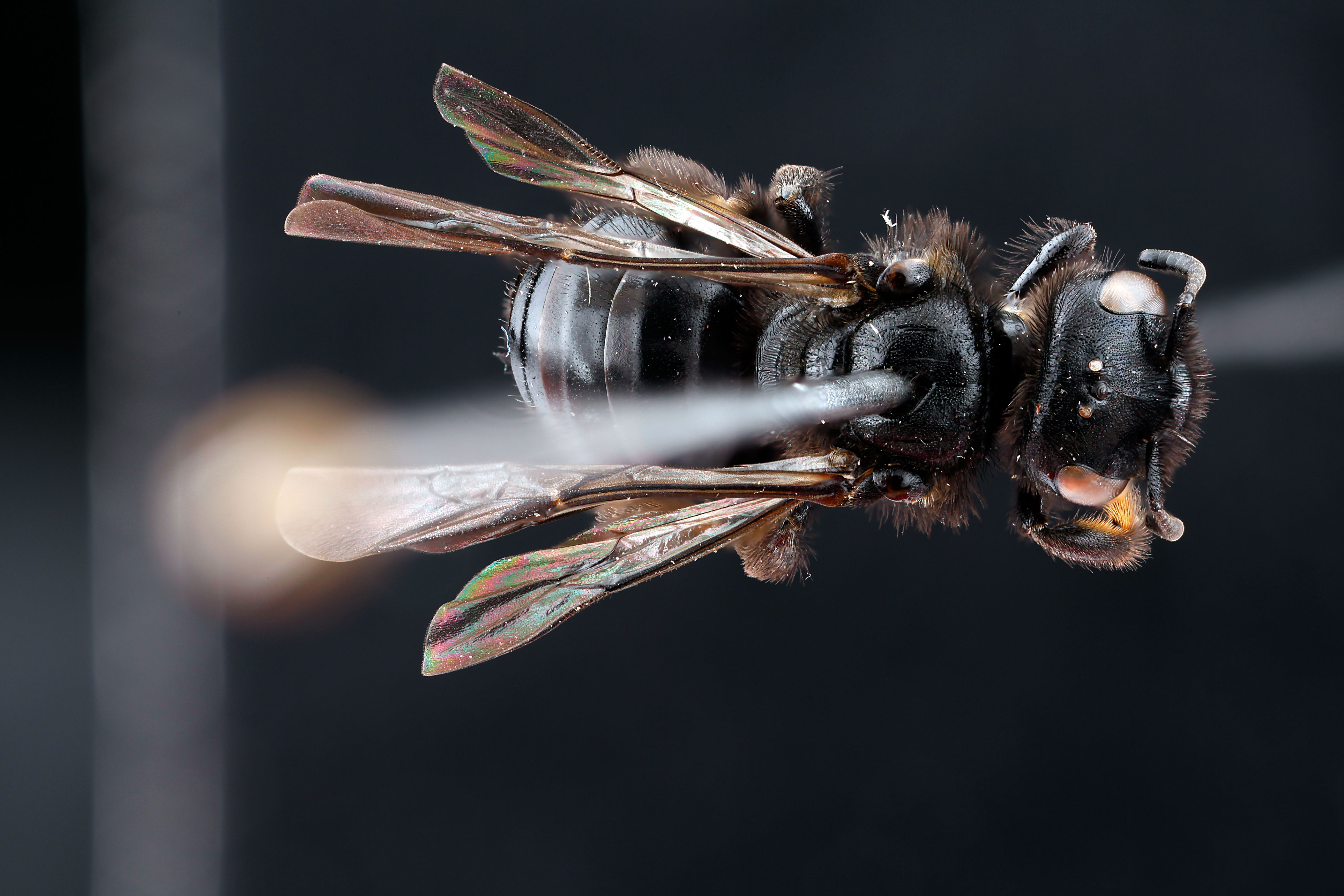
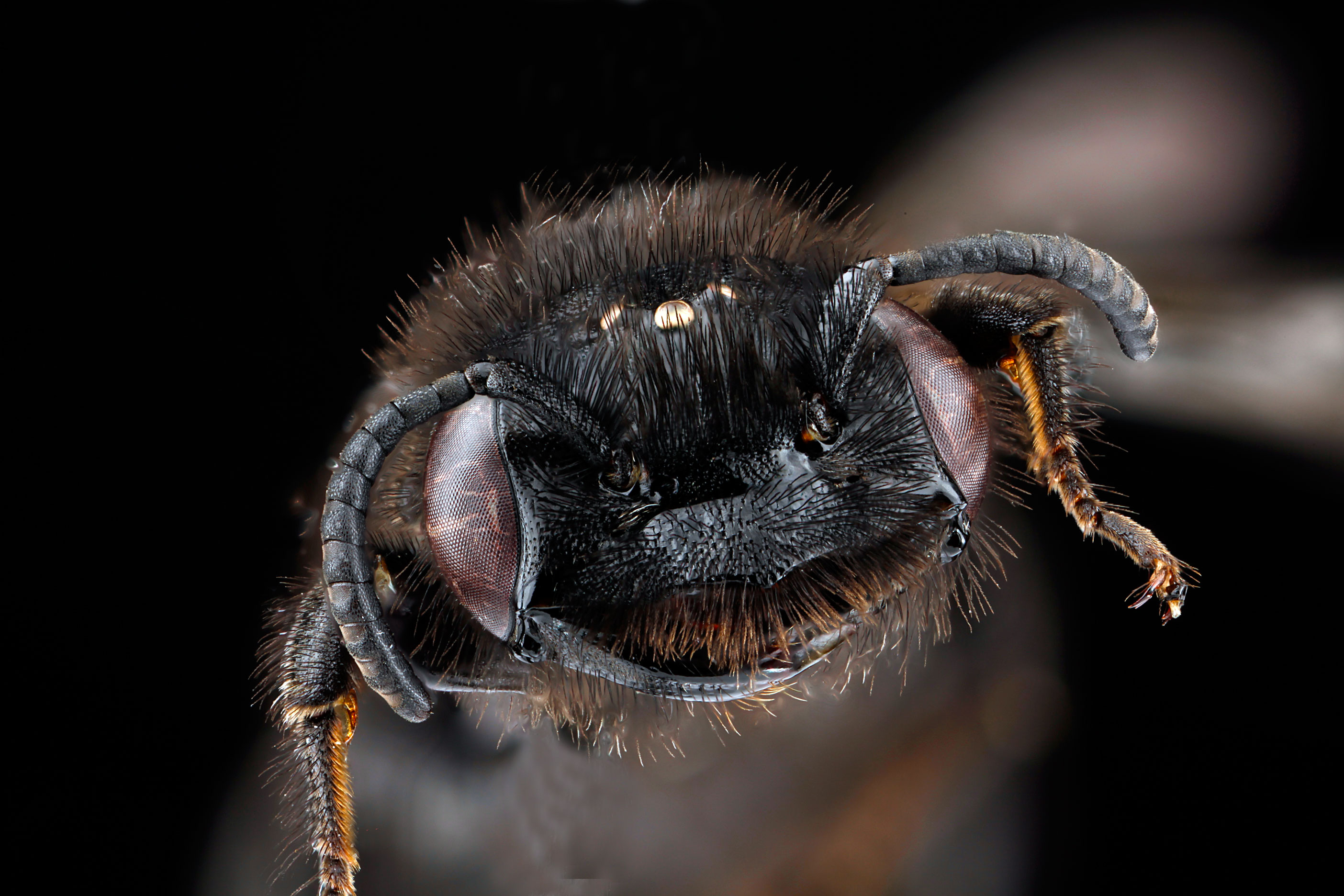
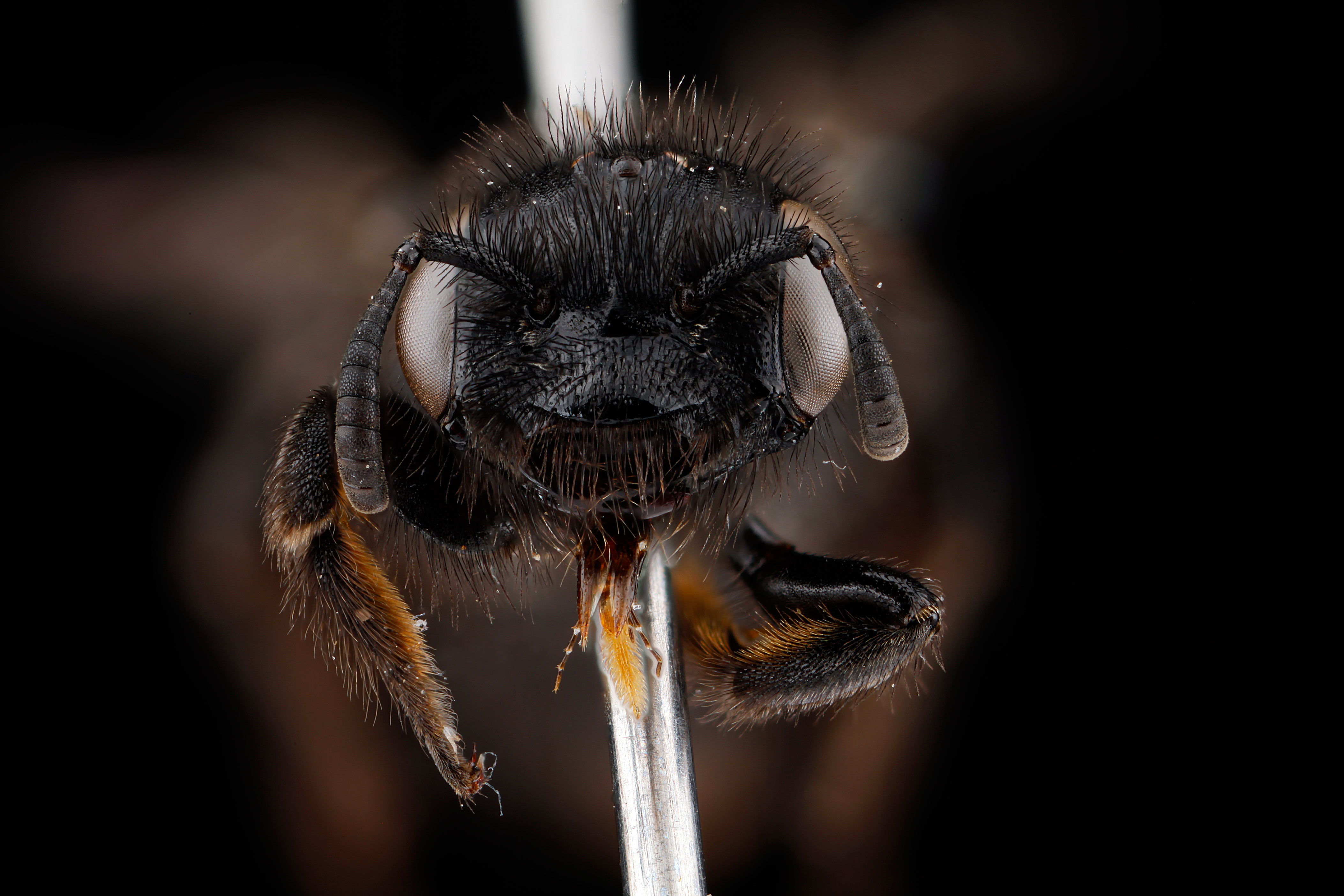
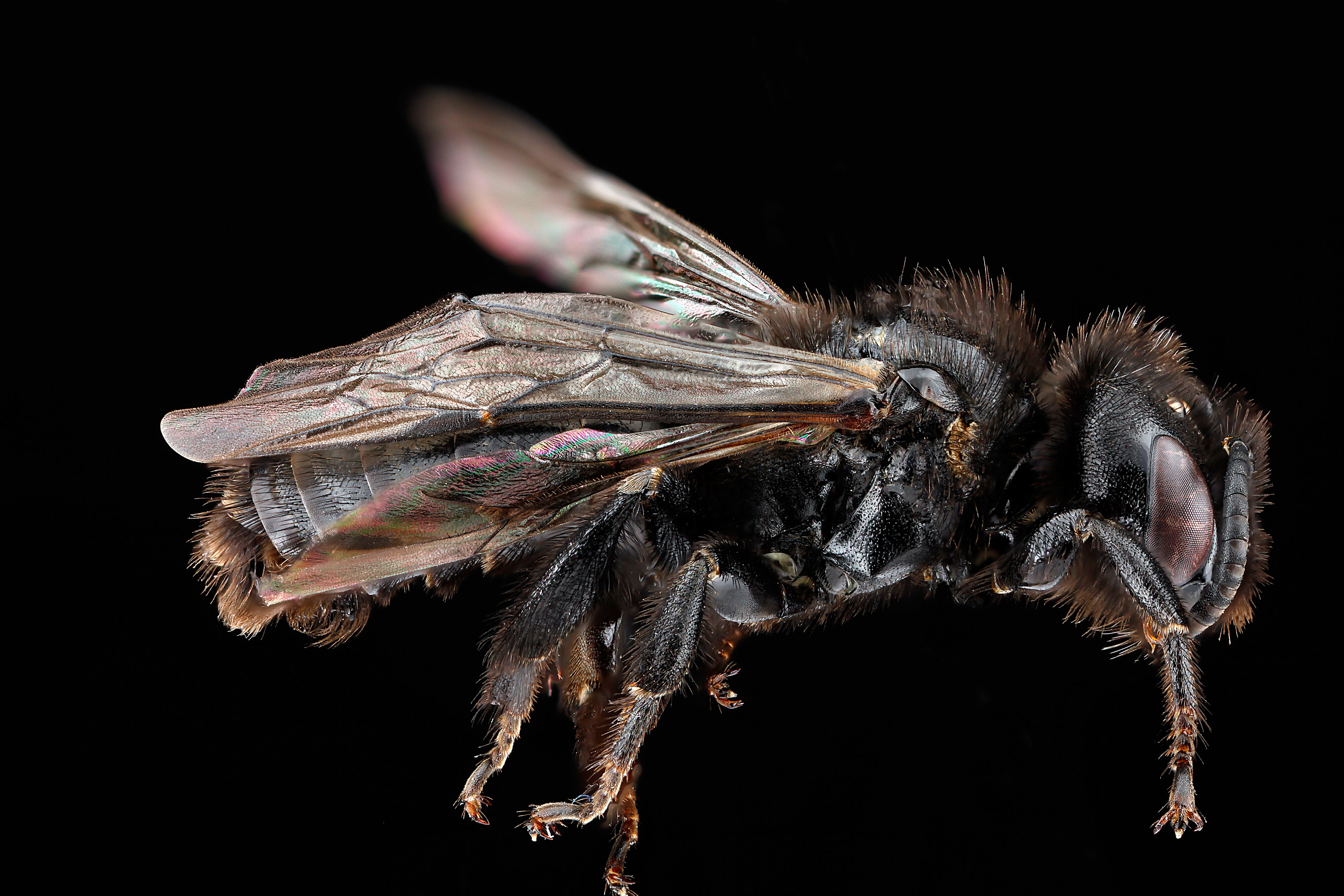
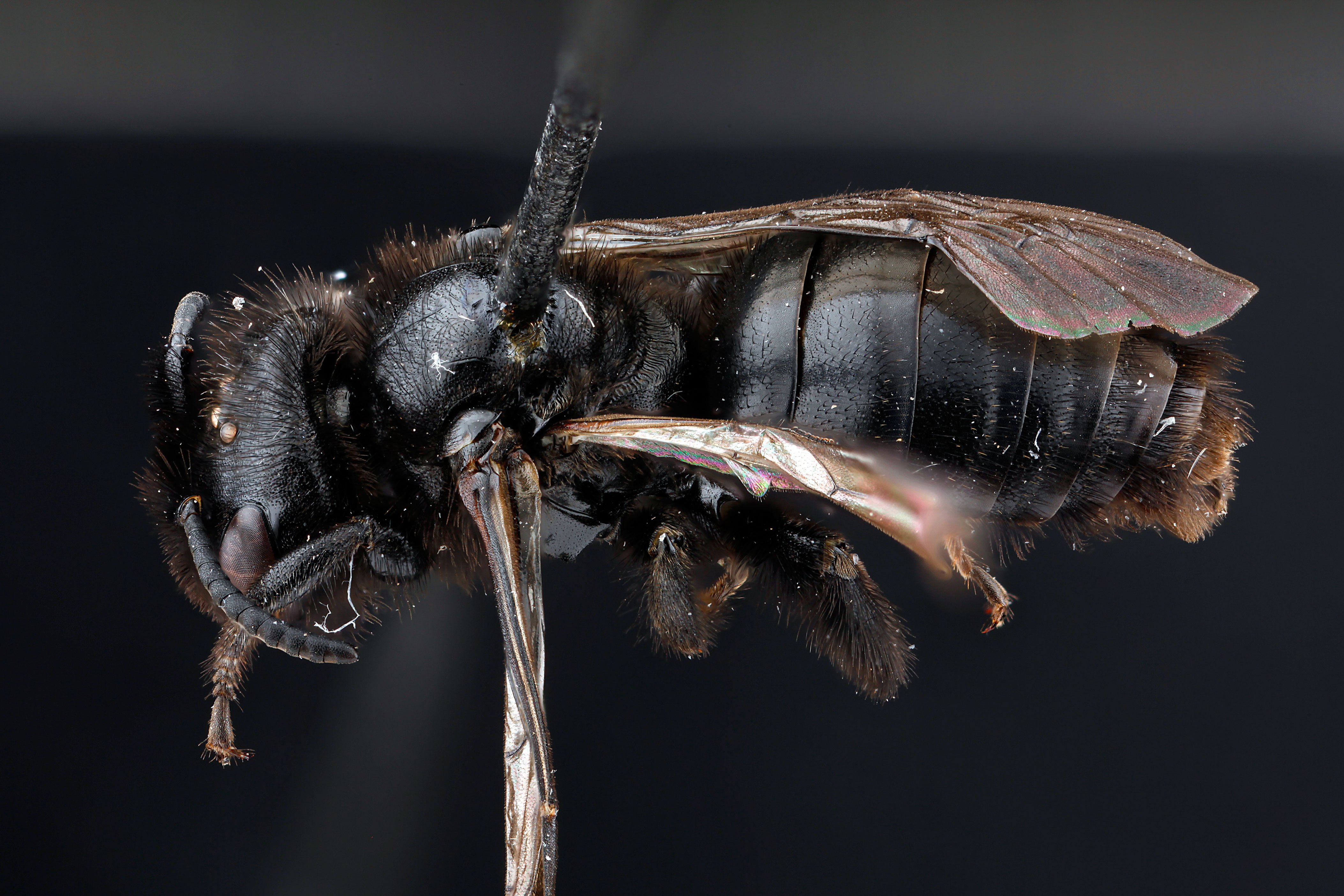